# Schistocerca albolineata
Schistocerca albolineata es una especie de saltamontes perteneciente a la familia Acrididae. Se encuentra en América del Norte, particularmente en la frontera entre Estados Unidos y México.